# CEV Cup ženy
CEV Cup žen je druhá úroveň oficiální soutěže pro ženské volejbalové kluby Evropy. Soutěž každoročně pořádá Evropská volejbalová konfederace od sezóny 1972/1973. CEV Cup žen byl vytvořen v roce 1972 jako PVP (Cup Winners' Cup). V roce 2000 byl přejmenován na CEV Top Teams Cup a v roce 2007 se stal CEV Cupem po rozhodnutí CEV převést název své třetí soutěže na druhou. Bývalý CEV Cup (třetí soutěž) byl přejmenován na CEV Challenge Cup. 

## Historie
Historicky nejúspěšnější zemí je Itálie s 14 prvenstvími, a z klubů CSKA Moskva z bývalého Sovětského svazu s 4 prvenstvími.
Soutěž ještě pod názvem PVP vyhráli 2krát tehdejší českoslovenští zástupci Slavia Bratislava (1976) a Rudá Hvězda Praha (1979).

## Systém soutěže
CEV Cup žen se hraje vyřazovacím systémem doma a venku, za stavu 1:1 na zápasy následuje ihned po druhém zápase tzv. "zlatý set".